# 감전역
감전(사상구청·한국건강관리협회)역(Gamjeon(Sasang-gu Office)Station, 甘田(沙上區廳·韓國健康管理協會)驛)은 대한민국 부산광역시 사상구 감전동에 있는 부산 도시철도 2호선의 환승역이다. 역 인근에 사상구청이 있다.
4번 출구로 나가면 사상공원이 나오는데, 특이하게도 4번 출구는 계단을 뚫고 들어가는 구조다.

## 역명 유래
역사가 위치한 감전동(甘田洞)의 지역명에서 유래하였다. 감전동은 감터, 감동이라고 불리던 동네였는데, 이는 신성한 땅이라는 의미이다.

## 역사
- 1999년 6월 30일 : 부산 도시철도 2호선 개통과 함께 감전역으로 영업 개시
- 2008년 1월 1일 :  사상구청 부역명 추가

## 역 구조
승강장은 2면 2선식 곡선 상대식 승강장으로 운영된다. 곡선의 여파로 인해 승강장과 열차사이의 단차가 있으므로 타고 내릴 때 발빠짐 사고를 조심해야 한다. 개찰구가 승강장별로 분리되어 있어 개표하지 않고서는 반대편 승강장으로 건너갈 수 없다. 스크린도어가 설치되어 있다.

### 승강장
| 주례 ↑ |
| \| 상  |
| ↓ 사상 |

| 상행 | ● 부산 도시철도 2호선 | 서면·대연·금련산·장산 방면 |
| 하행 | ● 부산 도시철도 2호선 | 사상,덕천, 호포, 양산 방면 |

## 역 주변
- 사상전화국
- 사상구종합사회복지관
- 사상구청
- 사상구 보건소
- 감전초등학교
- 사상공원
- 감전휴먼시아
- 북부산 세무서
- 주감중학교
- 사상구 보훈회관
- 사상경찰서

## 승차량 변동
| 역 노선 | 승차 인원 | 승차 인원 | 승차 인원 | 승차 인원 | 승차 인원 | 승차 인원 | 승차 인원 | 승차 인원 | 승차 인원 | 승차 인원 | 승차 인원 | 승차 인원 | 승차 인원 | 승차 인원 | 주 석 |
| 역 노선 | 2002년    | 2003년    | 2004년    | 2005년    | 2006년    | 2007년    | 2008년    | 2009년    | 2010년    | 2011년    | 2012년    | 2013년    | 2014년    | 2015년    | 주 석 |
| ------- | --------- | --------- | --------- | --------- | --------- | --------- | --------- | --------- | --------- | --------- | --------- | --------- | --------- | --------- | ----- |
| 2호선   | 3962      | 3872      | 3674      | 3615      | 3409      | 3229      | 3433      | 3395      | 3438      | 3690      | 3631      | 3734      | 3789      | 3888      | [ 2 ] |

## 인접한 역
| 부산 도시철도 2호선 | 부산 도시철도 2호선   | 부산 도시철도 2호선           |
| ------------------- | --------------------- | ----------------------------- |
| 225 주례 장산 방면  | ● 부산 도시철도 2호선 | 227 사상 (도시철도) 양산 방면 |